# La Guerre de Chocim
Pour les articles homonymes, voir Bataille de Khotin (1621).
La Guerre de Chocim (Transakcja wojny chocimskiej), souvent abrégé en Wojna chocimska) est un poème épique en douze chants du poète polonais Wacław Potocki. Écrite entre 1669 et 1672, elle narre la bataille de Chocim qui, en 1621 oppose la république des Deux Nations (union de Pologne-Lituanie) à l’Empire ottoman.